# Grande colonne de Jupiter à Mayence

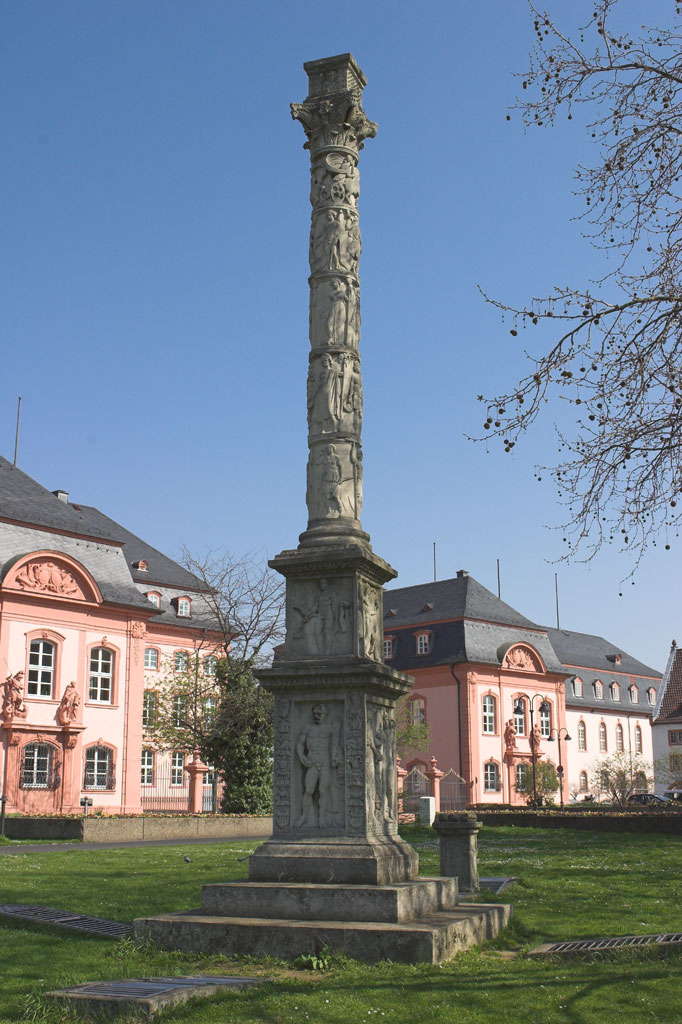
Grande colonne de Jupiter à Mayence (reproduction devant le Deutschhaus, Mayence)

La Grande colonne de Jupiter (Große Mainzer Jupitersäule) est un pilier et monument civil érigé à Mogontiacum (l'actuelle Mayence) dans la seconde moitié du Ier siècle, en l'honneur du dieu romain Jupiter. Elle est le plus ancien, le plus fastueux et le plus grand pilier de Jupiter connu dans l'espace germanophone.
La Grande colonne de Jupiter à Mayence servit de modèle pour d'autres colonnes de Jupiter dans les autres provinces romaines en Germania inferior (Germanie inférieure) et Germania superior (Germanie supérieure). Érigée et détruite sous l'Empire romain, elle fut redécouverte en 1904/1905. On peut voir aujourd'hui la reconstruction des vestiges dans la salle lapidaire du musée du Land de Rhénanie-Palatinat, à Mayence. Des copies de la Grande colonne de Jupiter se trouvent à Mayence même, mais aussi à la Saalburg, à Saint-Germain-en-Laye (Musée d'archéologie nationale)
et à Rome (Musée de la Civilisation romaine).

## Récupération et reconstruction
En décembre 1904, l'ancien directeur du musée central romain-germanique à Mayence, Ludwig Lindenschmit le Jeune, découvre chez un marchand de ferraille des fragments de bronze : un pied revêtu d'une sandale, ainsi que les vestiges d'un groupe de foudres, parties de la grande figure de Jupiter. Après Lindenschmit, on localise le n°6 de la Soemmeringstrasse dans la nouvelle ville de Mayence comme origine des vestiges. Au début de 1905, les vestiges de la colonne de Jupiter sont retrouvés à deux mètres de profondeur. Au total, près de 2000 fragments de tailles différentes ont été protégés. Leur situation permit à l'époque de conclure que la fragmentation de la colonne de Jupiter est le résultat d'une destruction systématique et planifiée, suivie d'une mise en décharge. Lindenschmit, conservateur de réputation européenne, reconstruisit le pilier à partir de ses ruines. Ce travail a été facilité par des marques de décalage, la succession des différentes sections du pilier et leur emplacement défini.

## Description globale
La Grande colonne de Jupiter se compose de deux segments : un socle en pierre presque cubique et un pilier de cinq tambours en pierre, de diamètre légèrement effilé vers le haut. Dans ce monument figurent au total 28 dieux différents de la mythologie celtique et romaine. Au sommet du pilier repose un chapiteau corinthien bien décoré soutenant une assise cubique en pierre, piédestal de la statue de Jupiter. La colonne seule mesure 9,14 m, et avec les 3,36 m de la grande statue de Jupiter, la colonne de Jupiter s'élève à 12,50 m. Elle a été fabriquée, comme de nombreux autres monuments romains de Mogontiacum, en pierre de Keuper, calcaire de la région de Verdun.

### Piédestal
Les deux blocs de piédestal étaient probablement les éléments d'une base composite, dont on ignore la disposition. Les quatre faces du piédestal inférieur montrent successivement : 
- Jupiter debout, traditionnellement nu et barbu, tenant un Foudre et accompagné d'un aigle,
- Fortuna, déesse de la chance avec sa corne d'abondance et une rame-gouvernail à ses pieds, et Minerve, accompagnée d'une chouette symbole de sagesse.
- Mercure, dieu du commerce parfaitement identifié par son casque ailé et son caducée, et probablement Salus, divinité féminine allégorie de la santé souvent représentée avec un serpent qui se dresse.
- Hercule est représenté nu et seul, portant sa massue et la peau du Lion de Némée.

Le deuxième socle de pierre montre Apollon, dieu de la musique et des arts, ainsi que les deux Dioscures. La face de la Colonne de Jupiter (face de l'autel) contient l'inscription de fondation. Outre les figures des dieux, chaque face est encadrée d'un riche décor.

Piédestal (reconstruction de la Grande colonne de Jupiter de Mayence à la Saalburg)
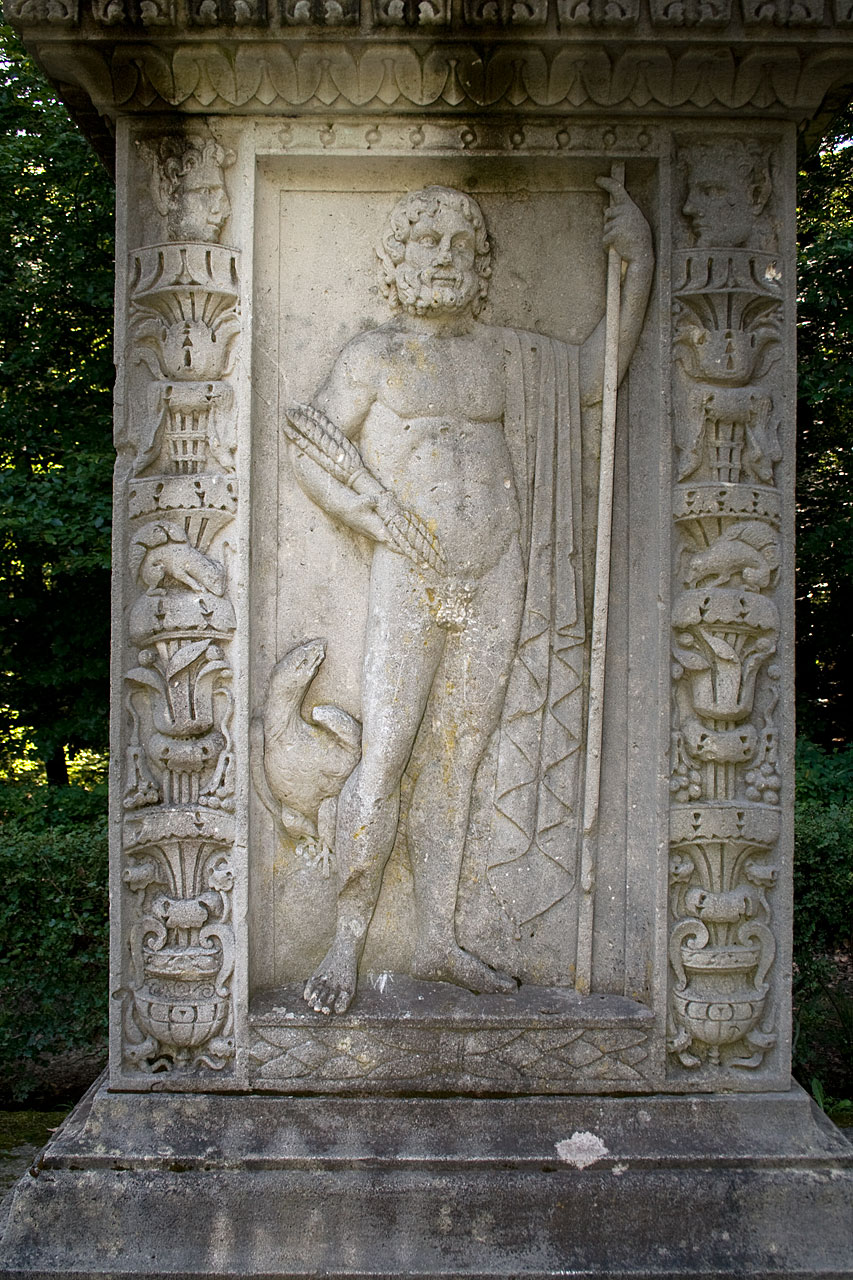
Jupiter
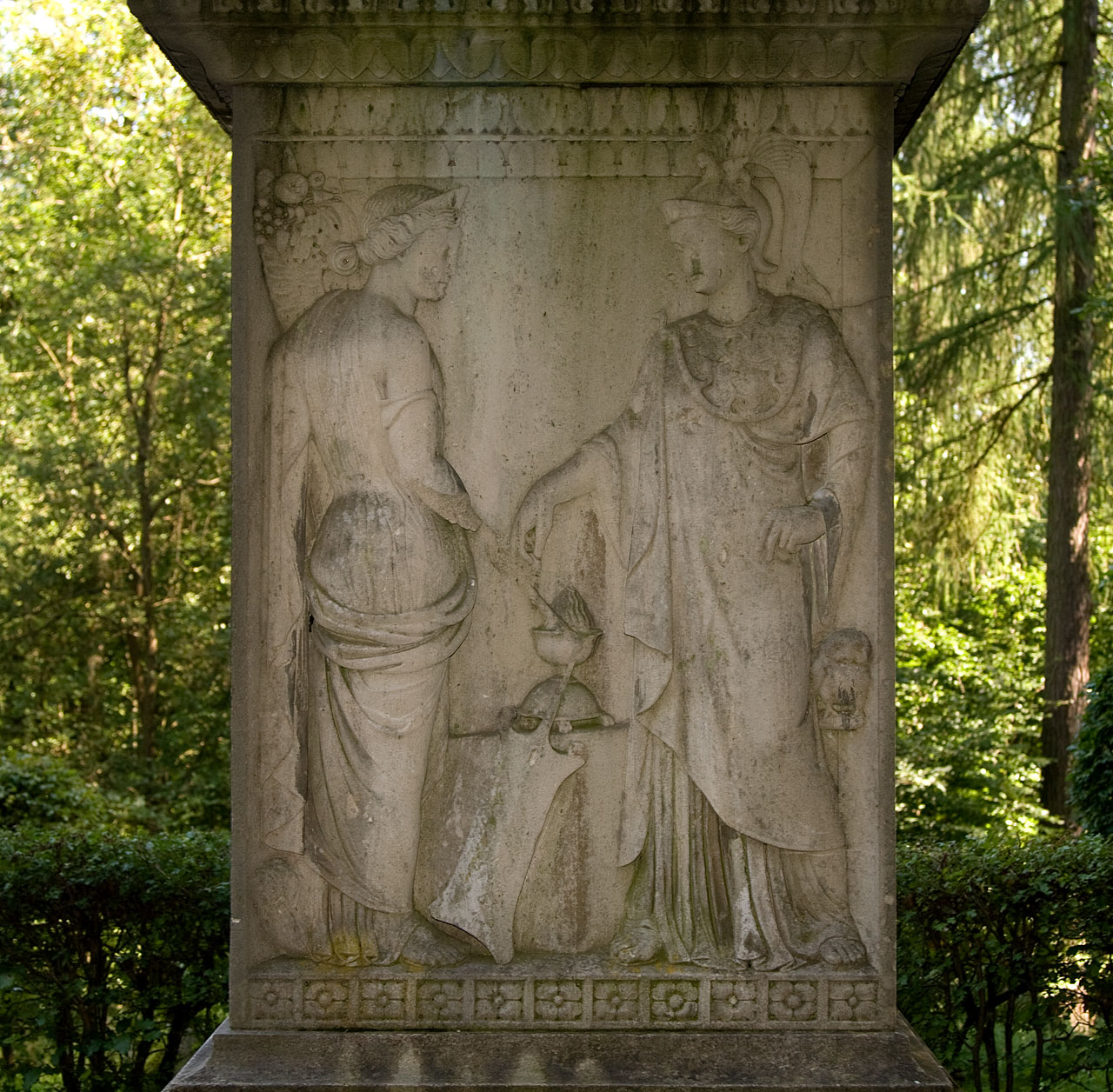
Fortuna et Minerve
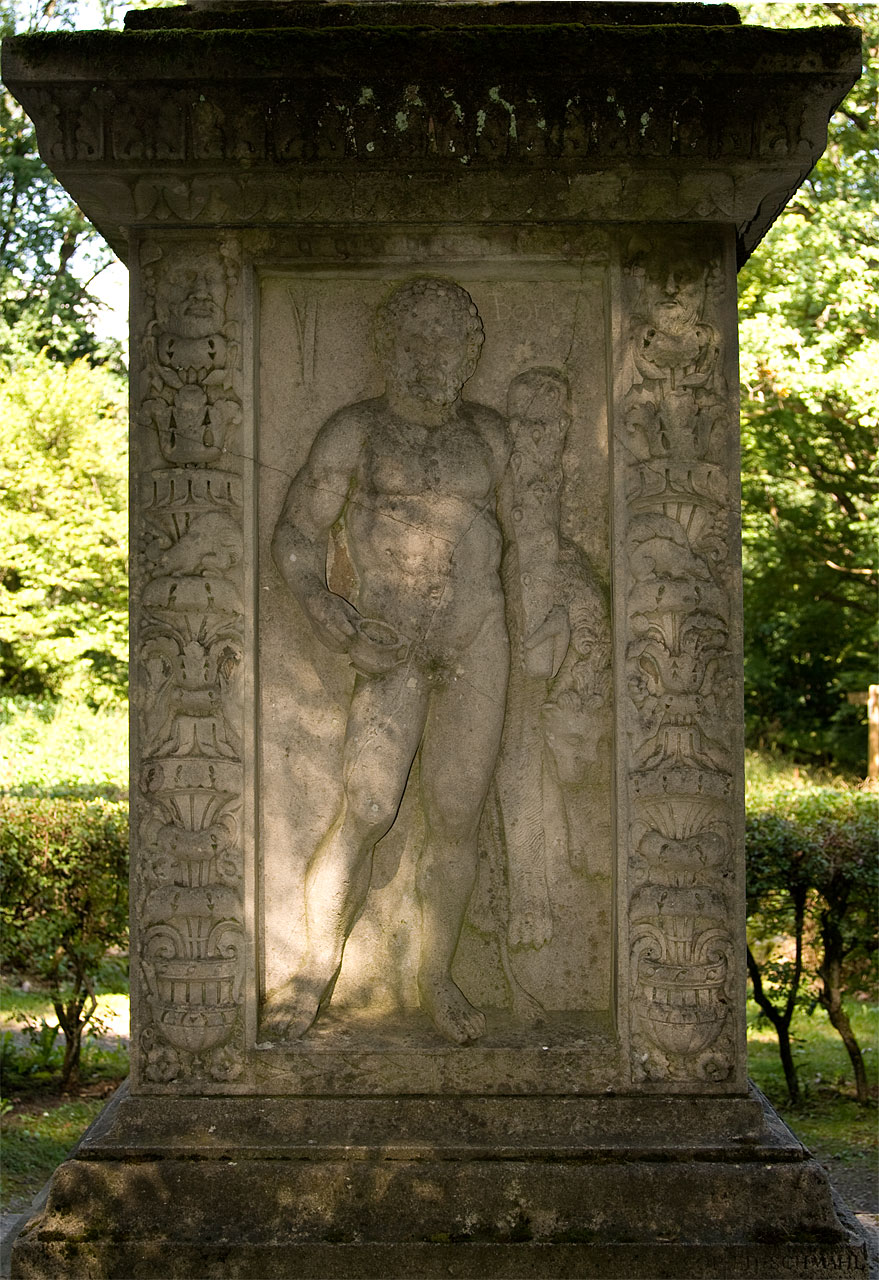
Héraclès
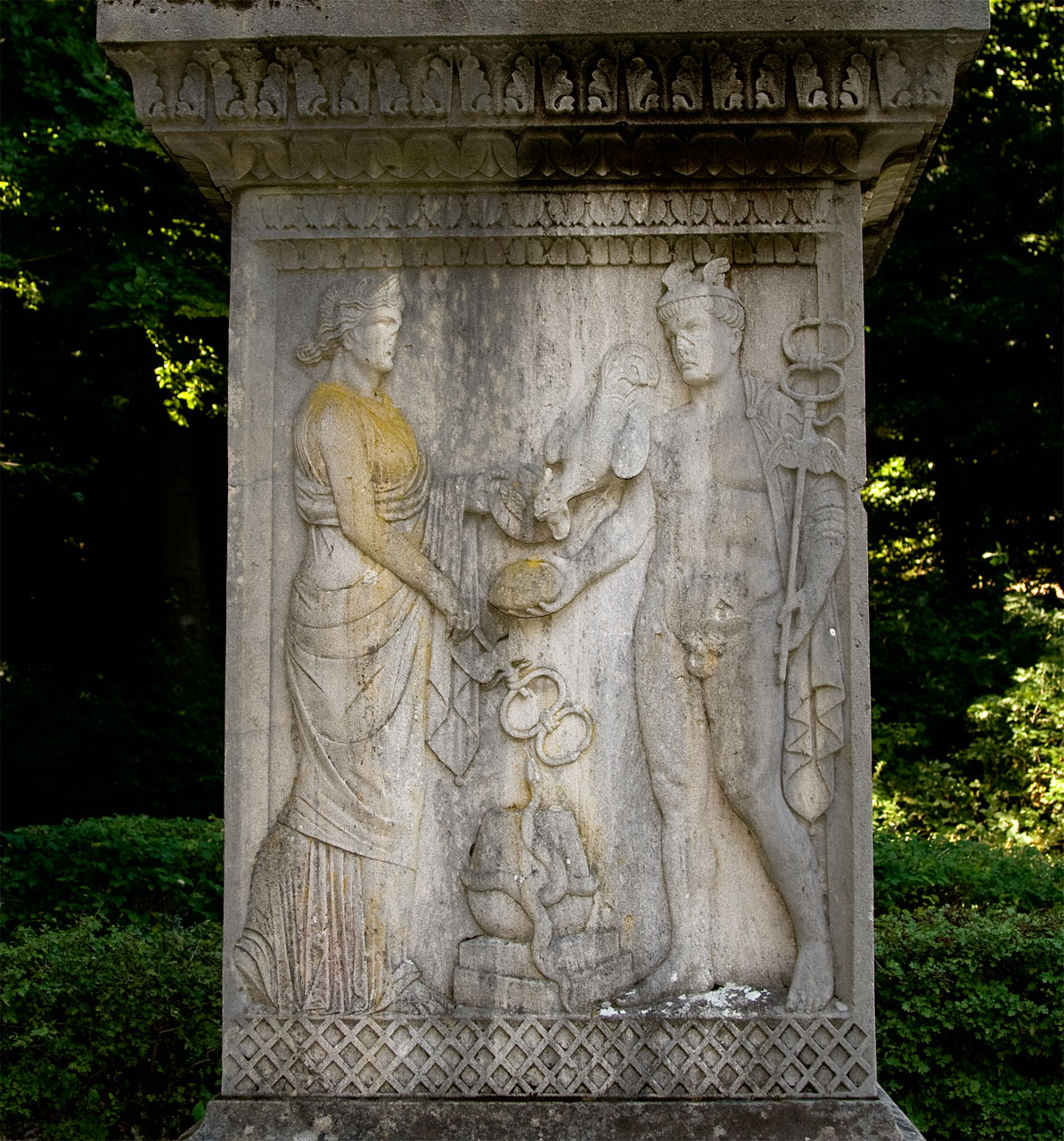
Salus et Mercure

### Tambours de la colonne

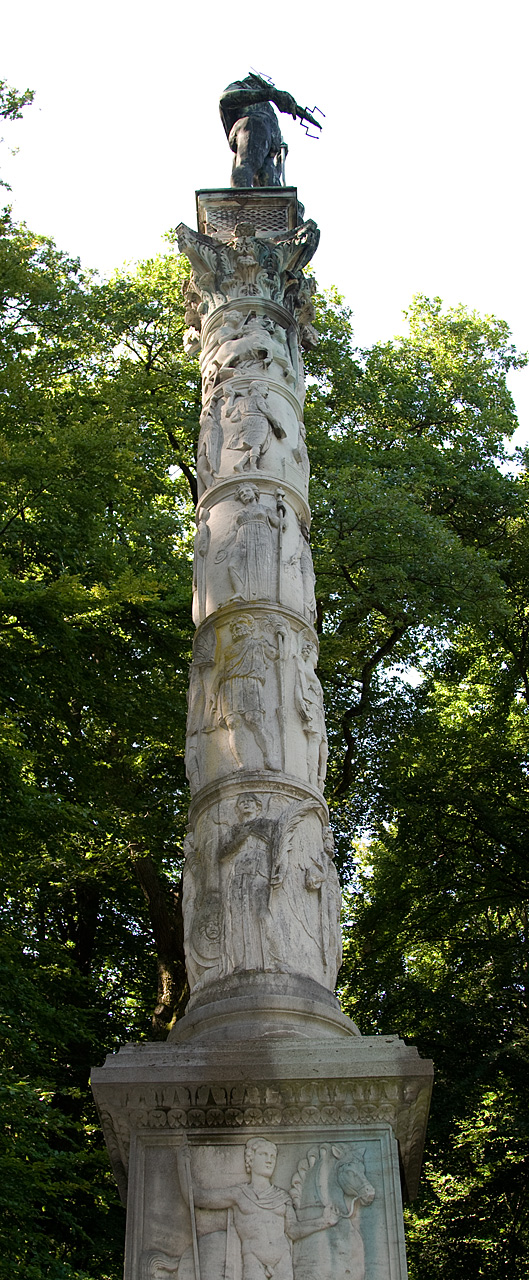
Image de figures de la colonne (reconstruction de la Saalburg)

Les tambours de la colonne montrent de nombreux personnages, divinités ou personnification de qualité ou de ville, parfois identifiés sans certitude. En partant du bas, on trouve les représentations suivantes :
En bas, premier tambour, le dieu Neptune accompagné d'un petit dauphin, Diane, la déesse de la chasse, la Victoria tenant la palme du vainqueur et le dieu de la guerre  Mars tenant un bouclier posé au sol. 

Sur le tambour suivant, deux personnages féminins pourraient être identifiés comme la déesse de la ville de Rome versant avec une patère de l'encens sur un petit autel, et Cérès, déesse de la végétation, ainsi que Vulcain, dieu de la forge, son marteau à la main, et peut-être Virtus (?), la personnification de la bravoure, portant son épée au fourreau. 
 
Sur le tambour suivant ne sont pas représentés des dieux de manière certaine. Peut-être la déesse de la paix Pax, la personnification de la justice Aequitas, la déesse du foyer Vesta et un personnage féminin non identifiable. 

L'avant-dernier tambour montre une personne soit peut-être le genius de Néron, soit le dieu du vin Bacchus et deux Lares, divinités protectrices de la mythologie romaine. 

Sur le dernier tambour de la colonne figurent Luna, la déesse de la Lune conduisant un bige, et Sol, le dieu du Soleil, dirigeant un quadrige.

### Inscription
| Texte original | Traduction |
| --- | --- |
| I(ovi) O(ptimo) M(aximo), PRO [sa]L(ute) [Nero-] [nis] CLAV[d]I CAE- SARIS AV[g](usti) IMP(eratoris) CANABA[rii] PVBLICE P(ublio) SVLPICIO SCRIBONIO PROCVLO LEG[(ato)] AVG(usti) P[r(o) p]R(aetore) CVRA ET IMPENSA Q(uinti) IVLI PRISCI ET Q(uinti) IVLI AVCTI | À Jupiter Optimus Maximus pour le salut de Nero Claudius Caesar Augustus Imperator, les habitants des Canabae par décret public Publius Sulpicius Scribonius Proculus étant gouverneur, par les soins et aux frais de Quintus Julius Priscus et Quintus Julius Auctus. |